# Abau Indijanci
Abau, jedno od plemena američkih Indijanaca koje spominje Juan Domínguez de Mendoza (1683-84) kada je prolazio zapadnim dijelom Edwards Plateaua u Teksasu. Na popisu se spominju zajedno uz pleme Aba, tako da sigurno da se ne radi o istom plemenu, ali se dovode u vezu sa Xiabu Indijancima, plemenu iz španjiolskih izvora koji ih lociraju nizvodnije od suvremenog Eagle Passa. 
Klasificiraju se među Coahuiltecan govornike, a svoj identitet izgubili su još u ranom 18. stoljeću.